# Ipswich Town Football Club 1961-1962
Questa voce raccoglie le informazioni riguardanti l'Ipswich Town Football Club nelle competizioni ufficiali della stagione 1961-1962.

## Stagione
Propostosi fra le candidate alla vittoria del titolo in chiusura del girone di andata, l'Ipswich Town approfittò di un calo del Burnley capolista nella parte finale del campionato per portarsi in testa: il primato venne mantenuto fino alla fine del torneo, che vide i Tractor Boys ottenere il titolo nazionale al loro esordio assoluto in massima serie.

## Maglie
| Manica sinistra · Maglietta · Maglietta · Manica destra · Pantaloncini · Calzettoni · Calzettoni |

## Rosa
| N. |                        | Ruolo | Calciatore     |
| -- | ---------------------- | ----- | -------------- |
|    | Inghilterra (bandiera) | P     | Roy Bailey     |
|    | Inghilterra (bandiera) | P     | David Bevis    |
|    | Inghilterra (bandiera) | P     | Wilf Hall      |
|    | Inghilterra (bandiera) | D     | Larry Carberry |
|    | Inghilterra (bandiera) | D     | John Compton   |
|    | Scozia (bandiera)      | D     | Ken Malcolm    |
|    | Inghilterra (bandiera) | D     | Andy Nelson    |
|    | Scozia (bandiera)      | C     | Billy Baxter   |
|    | Galles (bandiera)      | C     | John Elsworthy |
|    | Inghilterra (bandiera) | C     | John Laurel    |

| N. |                        | Ruolo | Calciatore       |
| -- | ---------------------- | ----- | ---------------- |
|    | Inghilterra (bandiera) | A     | Ray Crawford     |
|    | Irlanda (bandiera)     | A     | Dermot Curtis    |
|    | Scozia (bandiera)      | A     | Jimmy Leadbetter |
|    | Inghilterra (bandiera) | A     | Doug Millward    |
|    | Scozia (bandiera)      | A     | Doug Moran       |
|    | Galles (bandiera)      | A     | Aled Owen        |
|    | Inghilterra (bandiera) | A     | Ted Phillips     |
|    | Inghilterra (bandiera) | A     | Roy Stephenson   |
|    | Inghilterra (bandiera) | A     | Dennis Thrower   |

## Statistiche

### Statistiche dei giocatori
Fonte:
| Giocatore     | First Division | First Division | FA Cup+EFL Cup | FA Cup+EFL Cup | Totale   | Totale |
| Giocatore     | Presenze       | Reti           | Presenze       | Reti           | Presenze | Reti   |
| ------------- | -------------- | -------------- | -------------- | -------------- | -------- | ------ |
| R. Bailey     | 37             | -?             | 4+3            | -?+-?          | 44       | 0+     |
| B. Baxter     | 40             | 0              | 5+5            | 0+0            | 50       | 0      |
| L. Carberry   | 42             | 0              | 5+4            | 0+0            | 51       | 0      |
| J. Compton    | 39             | 0              | 5+5            | 0+0            | 49       | 0      |
| R. Crawford   | 42             | 33             | 5+4            | 1+3            | 51       | 37     |
| D. Curtis     | 4              | 0              | 0+1            | 0+0            | 5        | 0      |
| J. Elsworthy  | 42             | 2              | 3+5            | 1+1            | 50       | 4      |
| W. Hall       | 5              | -?             | 1+2            | -?+-?          | 8        | 0+     |
| J. Leadbetter | 41             | 8              | 3+5            | 1+1            | 49       | 10     |
| K. Malcolm    | 3              | 0              | 0+0            | 0+0            | 3        | 0      |
| D. Milward    | 0              | 0              | 0+1            | 0+0            | 1        | 0      |
| D. Moran      | 42             | 14             | 5+4            | 1+3            | 51       | 18     |
| A. Nelson     | 42             | 0              | 5+5            | 0+0            | 52       | 0      |
| A. Owen       | 3              | 0              | 2+1            | 0+0            | 6        | 0      |
| T. Phillips   | 40             | 28             | 5+5            | 3+5            | 50       | 36     |
| R. Pickett    | 3              | 0              | 0+0            | 0+0            | 3        | 0      |
| R. Stephenson | 41             | 7              | 5+5            | 2+2            | 51       | 11     |